# Seven Sweethearts
Seven Sweethearts is een Amerikaanse muziekfilm uit 1942 onder regie van Frank Borzage. Destijds werd de film in Nederland uitgebracht onder de titel Zeven charmante tulpen.

## Verhaal
De journalist Henry Taggart brengt in het stadje Little Delft verslag uit van een tulpenfestival. Hij brengt de nacht door bij de heer Van Maaster en zijn zeven dochters. Henry wordt verliefd op dochter Billie van Maaster, maar haar jaloerse, oudere zus Regina heeft ook een oogje op hem. Ze maakt misbruik van de familietraditie dat de oudste zus als eerste moet trouwen.

## Rolverdeling
| Acteur           | Personage             |
| ---------------- | --------------------- |
| Kathryn Grayson  | Billie van Maaster    |
| Marsha Hunt      | Regina van Maaster    |
| Cecilia Parker   | Victor van Maaster    |
| Peggy Moran      | Albert van Maaster    |
| Dorothy Morris   | Peter van Maaster     |
| Frances Rafferty | George van Maaster    |
| Frances Raeburn  | Cornelius van Maaster |
| Van Heflin       | Henry Taggart         |
| Carl Esmond      | Carl Randall          |
| Michael Butler   | Bernard Groton        |
| Cliff Danielson  | Martin Leyden         |
| William Roberts  | Anthony Vreeland      |
| James Warren     | Theodore Vaney        |
| Dick Simmons     | Paul Brandt           |
| S.Z. Sakall      | Mijnheer Van Maaster  |